# Liste des cantons des Alpes-Maritimes

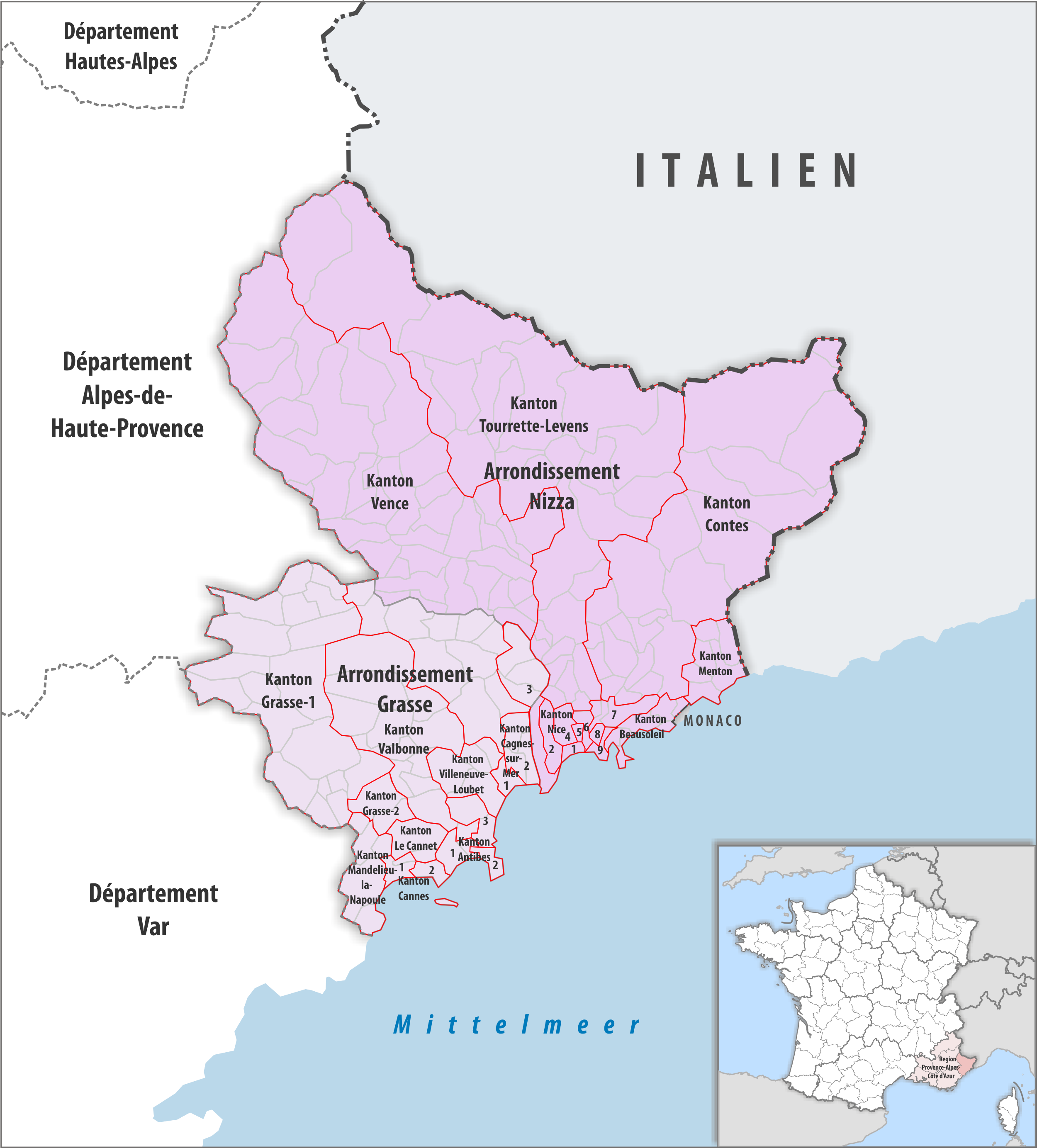
Découpage cantonal du département des Alpes-Maritimes, avec en surimpression les arrondissements (en nuances de rose) - Carte arrêtée au 1er janvier 2019.

Le département des Alpes-Maritimes compte 27 cantons depuis le redécoupage cantonal de 2014 (52 cantons auparavant).

## Histoire

### À la création du département en 1860

Le département en 1860 (cantons de l'arr. de Grasse en teintes vertes, Nice en violettes et Puget-Théniers en bleues)

Le 23 juin 1860, le département des Alpes-Maritimes est recréé par le regroupement de la partie de la province sarde de Nice rattachée à la France, avec l'arrondissement de Grasse, détaché du département du Var. Le décret impérial du 24 octobre 1860 établit la division du département en arrondissements, cantons et communes. Il définit ainsi trois arrondissements : Grasse, Nice et Puget-Théniers.
Liste des 25 cantons des Alpes-Maritimes, par arrondissement en 1860, :
| Arrondissement de Grasse         | 8 cantons  | Antibes - Le Bar - Cannes - Coursegoules - Grasse - Saint-Auban - Saint-Vallier - Vence                                         |
| Arrondissement de Nice           | 11 cantons | Breil - Contes - L'Escarène - Levens - Menton - Nice-Est - Nice-Ouest - Saint-Martin-Lantosque - Sospel - Utelle - Villefranche |
| Arrondissement de Puget-Théniers | 6 cantons  | Guillaumes - Puget-Théniers - Roquesteron - Saint-Étienne - Saint-Sauveur - Villars                                             |

Les communes de Menton et Roquebrune, bien qu'encore villes libres sous la souveraineté de jure de la Principauté de Monaco (mais administrées par la France depuis le plébiscite d'avril 1860), sont mentionnées dans le décret comme formant le canton de Menton avec trois autres communes. Cette situation est régularisée par le traité du 2 février 1861 entérinant l'annexion de Menton et Roquebrune à la France.
Les cantons des arrondissements de Nice et de Puget-Théniers sont pourvus pour la première fois de conseillers généraux à l'issue d'élections cantonales organisées les 30 décembre 1860 et 7 janvier 1861,.

### Modifications du découpage cantonal avant 2014
Entre 1860 et le redécoupage cantonal de 2014, au moins quatre lois et huit décrets ont modifié le découpage cantonal du département, la plupart du temps pour créer des cantons sur le littoral de plus en plus urbanisé : en 1881, 1904, 1919, 1922, 1951, 1955, 1957, 1973, 1982, 1985 et 1997. Ces lois et décrets portent progressivement le nombre de cantons de 25 à 52. Le détail de ces modifications est indiqué dans le tableau ci-dessous.
En 1926, l'arrondissement de Puget-Théniers est fusionné dans celui de Nice. En 1953, le chef-lieu du canton d'Utelle est transféré à Lantosque.
| Loi / Décret                | Cantons                                         | Redécoupés en                                                                        | Observations                                              | Sources |
| --------------------------- | ----------------------------------------------- | ------------------------------------------------------------------------------------ | --------------------------------------------------------- | ------- |
| Loi du 30 juillet 1881      | Vence                                           | Vence, Cagnes                                                                        | 1 canton créé (le département passe de 25 à 26 cantons)   | [ 7 ]   |
| Loi du 29 janvier 1904      | Saint-Martin-Vésubie                            | Saint-Martin-Vésubie, Roquebillière                                                  | 1 canton créé (le département passe de 26 à 27 cantons)   | [ 8 ]   |
| Loi du 7 février 1919       | Nice-Est, Nice-Ouest                            | Nice-1, Nice-2, Nice-3, Nice-4                                                       | 2 cantons créés (le département passe de 27 à 29 cantons) | [ 9 ]   |
| Loi du 27 décembre 1922     | Villefranche                                    | Villefranche, Beausoleil                                                             | 1 canton créé (le département passe de 29 à 30 cantons)   | [ 10 ]  |
| Décret du 11 septembre 1951 | Breil                                           | Breil, Tende                                                                         | 1 canton créé (le département passe de 30 à 31 cantons)   | [ 11 ]  |
| Décret du 11 septembre 1951 | Roquestéron, Puget-Théniers                     | Roquestéron, Puget-Théniers                                                          | limites modifiées                                         | [ 12 ]  |
| Décret du 19 janvier 1955   | Nice-1, Nice-2, Nice-3, Nice-4                  | Nice-1, Nice-2, Nice-3, Nice-4, Nice-5, Nice-6                                       | 2 cantons créés (le département passe de 31 à 33 cantons) | [ 13 ]  |
| Décret du 21 octobre 1957   | Cannes                                          | Cannes, Le Cannet                                                                    | 1 canton créé (le département passe de 33 à 34 cantons)   | [ 14 ]  |
| Décret du 16 août 1973      | Nice-4, Nice-5, Nice-6                          | Nice-4, Nice-5, Nice-6, Nice-7, Nice-8, Nice-9, Nice-10, Nice-11                     | 7 cantons créés (le département passe de 34 à 41 cantons) | [ 15 ]  |
| Décret du 16 août 1973      | Antibes                                         | Antibes-Nord, Antibes-Sud                                                            | 7 cantons créés (le département passe de 34 à 41 cantons) | [ 15 ]  |
| Décret du 16 août 1973      | Cannes                                          | Cannes-Est, Cannes-Ouest                                                             | 7 cantons créés (le département passe de 34 à 41 cantons) | [ 15 ]  |
| Décret du 25 janvier 1982   | Cagnes-sur-Mer                                  | Cagnes-sur-Mer-Est, Cagnes-sur-Mer-Ouest                                             | 5 cantons créés (le département passe de 41 à 46 cantons) | [ 16 ]  |
| Décret du 25 janvier 1982   | Le Cannet                                       | Le Cannet, Mougins                                                                   | 5 cantons créés (le département passe de 41 à 46 cantons) | [ 16 ]  |
| Décret du 25 janvier 1982   | Nice-1, Nice-2, Nice-3, Nice-7, Nice-9, Nice-10 | Nice-1, Nice-2, Nice-3, Nice-7, Nice-9, Nice-10, Nice-12, Nice-13, Nice-14           | 5 cantons créés (le département passe de 41 à 46 cantons) | [ 16 ]  |
| Décret du 31 janvier 1985   | Nice-1, Nice-2, Nice-3                          | Nice-1, Nice-2, Nice-3 (limites modifiées)                                           | 5 cantons créés (le département passe de 46 à 51 cantons) | [ 17 ]  |
| Décret du 31 janvier 1985   | Nice-10, Nice-14                                | Nice-10, Nice-14 (limites modifiées)                                                 | 5 cantons créés (le département passe de 46 à 51 cantons) | [ 17 ]  |
| Décret du 31 janvier 1985   | Antibes-Nord, Antibes-Sud                       | Antibes-Biot, Antibes-Centre, Vallauris-Antibes-Ouest                                | 5 cantons créés (le département passe de 46 à 51 cantons) | [ 17 ]  |
| Décret du 31 janvier 1985   | Cagnes-sur-Mer-Est, Cagnes-sur-Mer-Ouest        | Cagnes-sur-Mer-Centre, Cagnes-sur-Mer-Ouest, Saint-Laurent-du-Var-Cagnes-sur-Mer-Est | 5 cantons créés (le département passe de 46 à 51 cantons) | [ 17 ]  |
| Décret du 31 janvier 1985   | Cannes-Est, Cannes-Ouest                        | Cannes-Est, Cannes-Centre, Mandelieu-Cannes-Ouest                                    | 5 cantons créés (le département passe de 46 à 51 cantons) | [ 17 ]  |
| Décret du 31 janvier 1985   | Grasse                                          | Grasse-Nord, Grasse-Sud                                                              | 5 cantons créés (le département passe de 46 à 51 cantons) | [ 17 ]  |
| Décret du 31 janvier 1985   | Vence                                           | Vence, Carros                                                                        | 5 cantons créés (le département passe de 46 à 51 cantons) | [ 17 ]  |
| Décret du 21 février 1997   | Menton                                          | Menton-Est, Menton-Ouest                                                             | 1 canton créé (le département passe de 51 à 52 cantons)   | [ 18 ]  |

Liste des 52 cantons des Alpes-Maritimes, par arrondissement, de 1997 à 2014 :
| Arrondissement de Grasse | 19 cantons | Antibes-Biot - Antibes-Centre - Le Bar-sur-Loup - Cagnes-sur-Mer-Centre - Cagnes-sur-Mer-Ouest - Cannes-Centre - Cannes-Est - Le Cannet - Carros - Coursegoules - Grasse-Nord - Grasse-Sud - Mandelieu-Cannes-Ouest - Mougins - Saint-Auban - Saint-Laurent-du-Var-Cagnes-sur-Mer-Est - Saint-Vallier-de-Thiey - Vallauris-Antibes-Ouest - Vence                                                                                      |
| Arrondissement de Nice   | 33 cantons | Beausoleil - Breil-sur-Roya - Contes - L'Escarène - Guillaumes - Lantosque - Levens - Menton-Est - Menton-Ouest - Nice-1 - Nice-2 - Nice-3 - Nice-4 - Nice-5 - Nice-6 - Nice-7 - Nice-8 - Nice-9 - Nice-10 - Nice-11 - Nice-12 - Nice-13 - Nice-14 - Puget-Théniers - Roquebillière - Roquestéron - Saint-Étienne-de-Tinée - Saint-Martin-Vésubie - Saint-Sauveur-sur-Tinée - Sospel - Tende - Villars-sur-Var - Villefranche-sur-Mer |

### Redécoupage cantonal de 2014
Dans la poursuite de la réforme territoriale engagée en 2010, l'Assemblée nationale adopte définitivement le 17 avril 2013 la réforme du mode de scrutin pour les élections départementales destinée à garantir la parité hommes/femmes. Les lois (loi organique 2013-402 et loi 2013-403) sont promulguées le 17 mai 2013. Un nouveau découpage territorial est défini par décret du 24 février 2014 pour le département des Alpes-Maritimes. Celui-ci entre en vigueur lors du premier renouvellement général des assemblées départementales suivant la publication du décret, soit en mars 2015. Les conseillers départementaux sont élus au scrutin majoritaire binominal mixte. Les électeurs de chaque canton éliront au Conseil départemental, nouvelle appellation des Conseils généraux, deux membres de sexe différent, qui se présenteront en binôme de candidats. Les conseillers départementaux seront élus pour 6 ans au scrutin binominal majoritaire à deux tours, l'accès au second tour nécessitant 12,5 % des inscrits au 1er tour. En outre la totalité des conseillers départementaux est renouvelée.
Ce nouveau mode de scrutin nécessite un redécoupage des cantons dont le nombre est divisé par deux avec arrondi à l'unité impaire supérieure si ce nombre n'est pas entier impair et avec des conditions de seuils minimaux. Dans les Alpes-Maritimes le nombre de cantons passe ainsi de 52 à 27.
Les critères du remodelage cantonal sont les suivants : le territoire de chaque canton doit être défini sur des bases essentiellement démographiques, le territoire de chaque canton doit être continu et les communes de moins de 3 500 habitants sont entièrement comprises dans le même canton. Il n’est fait référence, ni aux limites des arrondissements, ni à celles des circonscriptions législatives.
Conformément à de multiples décisions du Conseil constitutionnel depuis 1985 et notamment  sa décision n° 2010-618 DC du 9 décembre 2010,  il est admis que le principe d’égalité des électeurs au regard des critères démographiques est respecté lorsque le ratio conseiller/habitant de la circonscription est compris dans une fourchette de 20 % de part et d'autre du ratio moyen conseiller/habitant du département. Pour le département des Alpes-Maritimes, la population de référence est la population légale en vigueur au 1er janvier 2013, à savoir la population millésimée 2010, soit 1 078 729 habitants. Avec 27 cantons la population moyenne par conseiller départemental est de 39 953 habitants. Ainsi la population de chaque nouveau canton doit-elle être comprise entre 31 962 habitants et 47 944 habitants pour respecter le principe de l'égalité citoyenne au vu des critères démographiques.

## Composition actuelle

### Composition détaillée
| N° | Nom du Canton        | Bureau centralisateur | Population 2010                  | Écart /moyenne | Nombre de communes entières | Communes composant le canton | Localisation |
| -- | -------------------- | --------------------- | -------------------------------- | -------------- | --------------------------- | --- | ------------ |
| 1  | Antibes-1            | Antibes               | 28 252 + fraction Antibes        |                | 1 + fraction Antibes        | 1° La commune de Vallauris ; 2° La partie de la commune d'Antibes située à l'ouest d'une ligne définie par l'axe des voies et limites suivantes : depuis la limite territoriale de la commune de Vallauris, chemin des Brusquets, déviation nord du chemin des Brusquets, ligne droite jusqu'au cours d'eau, cours d'eau, chemin de la Forêt, ligne droite reliant l'extrémité du chemin de la Forêt traversant le vallon des Eucalyptus à celle du chemin partant de l'intersection du chemin des Terriers et du boulevard André-Breton, chemin des Terriers, chemin des Ames-du-Purgatoire, chemin de Rabiac-Estagnol, chemin de Fontmerle, route de Saint-Jean, chemin des Eucalyptus, chemin de Lauvert, route départementale 6107, rond-point de la Badine, route de la Badine, rue Pierre-Loti, boulevard Raymond-Poincaré, avenue de l'Amiral-Courbet, boulevard Charles-Guillaumot, ligne droite prolongeant la rue des Iles jusqu'au littoral. |              |
| 2  | Antibes-2            | Antibes               | fraction Antibes                 |                | fraction Antibes            | Partie de la commune d'Antibes située au sud d'une ligne définie par l'axe des voies et limites suivantes : depuis le littoral, ligne droite prolongeant la rue des Iles, boulevard Charles-Guillaumot, avenue de l'Amiral-Courbet, boulevard Raymond-Poincaré, rue Pierre-Loti, route de la Badine, rond-point de la Badine, route départementale 6107, chemin de Lauvert, chemin des Eucalyptus, route de Saint-Jean, chemin de Fontmerle, chemin de Rabiac-Estagnol, avenue Philippe-Rochat, boulevard du Général-Vautrin, ligne de chemin de fer, passerelle Saint-Roch, place Pierre-Semard, avenue du 11-Novembre, avenue de Verdun, quai des Pêcheurs, promenade Courtine, promenade de l'Amiral-de-Grasse, ligne droite prolongeant la rue des Arceaux, jusqu'au littoral. |              |
| 3  | Antibes-3            | Antibes               | 9 449 + fraction Antibes         |                | 1 + fraction Antibes        | 1° La commune suivante : Biot. 2° La partie de la commune d'Antibes située à l'est d'une ligne définie par l'axe des voies et limites suivantes : depuis le littoral, ligne droite prolongeant la rue des Arceaux, promenade de l'Amiral-de-Grasse, promenade Courtine, quai des Pêcheurs, avenue de Verdun, avenue du 11-Novembre, place Pierre-Semard, passerelle Saint-Roch, ligne de chemin de fer, boulevard du Général-Vautrin, avenue Philippe-Rochat, chemin de Rabiac-Estagnol, chemin des Ames-du-Purgatoire, route de Grasse, avenue des Martyrs-de-la-Résistance, chemin des Combes, 2e avenue, chemin de Saint-Claude, chemin des Rastines, ligne droite reliant l'extrémité du chemin des Rastines à celle du chemin de la Valmasque, chemin de la Valmasque, jusqu'à la limite territoriale de la commune de Biot. |              |
| 4  | Beausoleil           | Beausoleil            | 35 613                           | 0,89           | 7                           | Beaulieu-sur-Mer, Beausoleil, Cap-d'Ail, Èze, Saint-Jean-Cap-Ferrat, La Turbie, Villefranche-sur-Mer. |              |
| 5  | Cagnes-sur-Mer-1     | Cagnes-sur-Mer        | Fraction Cagnes-sur-Mer          |                | Fraction Cagnes-sur-Mer     | Partie de la commune de Cagnes-sur-Mer située à l'ouest d'une ligne définie par l'axe des voies et limites suivantes : depuis la limite territoriale de la commune de la Gaude, cours de la Cagne, chemin du Brecq, avenue Marcel-Pagnol, avenue du Colonel-Jeanpierre, avenue de la Gaude, avenue Jean-Mermoz, ligne droite perpendiculaire à l'avenue Jean-Mermoz jusqu'à l'intersection de l'impasse Colettes-d'Azur, impasse Colettes-d'Azur, ligne droite dans le prolongement de l'impasse Colettes-d'Azur, chemin du Vallon-des-Vaux, chemin du Val-Fleuri, ligne de chemin de fer, jusqu'à la limite territoriale de la commune de Saint-Laurent-du-Var. |              |
| 6  | Cagnes-sur-Mer-2     | Cagnes-sur-Mer        | 36 784 + fraction Cagnes-sur-Mer |                | 2 + fraction Cagnes-sur-Mer | 1° Les communes suivantes : La Gaude, Saint-Laurent-du-Var. 2° La partie de la commune de Cagnes-sur-Mer non incluse dans le canton de Cagnes-sur-Mer-1. |              |
| 7  | Cannes-1             | Cannes                | Fraction Cannes                  |                | Fraction Cannes + Le Cannet | 1° La partie de la commune de Cannes située à l'ouest d'une ligne définie par l'axe des voies et limites suivantes : depuis la limite territoriale de la commune du Cannet, avenue du Général-de-Gaulle, boulevard du Perrier, boulevard Renée-et-Irène-Paillassou, boulevard du Riou, rue du Pont-Saint-Victor, avenue de la Croix-des-Gardes, avenue Jean-de-Noailles, avenue du Docteur-Raymond-Picaud, chemin de la Nadine, ligne de chemin de fer, ligne droite prolongeant la rue Alexandre-Pascal jusqu'au littoral ; 2° La partie de la commune du Cannet située à l'ouest de l'avenue Franklin-Roosevelt, depuis la limite territoriale de la commune de Mougins jusqu'à la limite territoriale de la commune de Cannes. |              |
| 8  | Cannes-2             | Cannes                | Fraction Cannes                  |                | Fraction Cannes             | Partie de la commune de Cannes non incluse dans le canton de Cannes-1. |              |
| 9  | Le Cannet            | Le Cannet             | 18 917 + Fraction Le Cannet      |                | 1 + Fraction Le Cannet      | 1° La commune suivante : Mougins. 2° La partie de la commune du Cannet non incluse dans le canton de Cannes-1. |              |
| 10 | Contes               | Contes                | 35 082                           | 0,88           | 20                          | Bendejun, Berre-les-Alpes, Blausasc, Breil-sur-Roya, La Brigue, Cantaron, Châteauneuf-Villevieille, Coaraze, Contes, Drap, L'Escarène, Fontan, Lucéram, Moulinet, Peille, Peillon, Saorge, Sospel, Touët-de-l'Escarène, Tende. |              |
| 11 | Grasse-1             | Grasse                | 23 926 + Fraction Grasse         |                | 18 + Fraction Grasse        | 1° Les communes suivantes : Amirat, Andon, Briançonnet, Cabris, Caille, Collongues, Escragnolles, Gars, Le Mas, Les Mujouls, Peymeinade, Saint-Auban, Saint-Cézaire-sur-Siagne, Saint-Vallier-de-Thiey, Séranon, Spéracèdes, Le Tignet, Valderoure. 2° La partie de la commune de Grasse située au nord d'une ligne définie par l'axe des voies et limites suivantes : depuis la limite territoriale de la commune de Peymenade, chemin de la Panouche, place Sainte-Anne, vieux-chemin de Sainte-Anne, route de Draguignan, avenue de la Libération, avenue du Maréchal-Leclerc, avenue Mathias-Duval, boulevard Carnot, boulevard Fragonard, avenue Chiris, avenue Antoine-de-Saint-Exupéry, boulevard du Commandant-Autran, avenue Jean-XXIII, chemin de Saint-Jean, jusqu'à la limite territoriale de la commune de Châteauneuf-Grasse. |              |
| 12 | Grasse-2             | Grasse                | 10 198 + Fraction Grasse         |                | 1 + Fraction Grasse         | 1° La commune suivante : Mouans-Sartoux. 2° La partie de la commune de Grasse non incluse dans le canton de Grasse-1. |              |
| 13 | Mandelieu-la-Napoule | Mandelieu-la-Napoule  | 38 567                           | 0,97           | 5                           | Auribeau-sur-Siagne, Mandelieu-la-Napoule, Pégomas, La Roquette-sur-Siagne, Théoule-sur-Mer. |              |
| 14 | Menton               | Menton                | 45 217                           | 1,13           | 6                           | Castellar, Castillon, Gorbio, Menton, Roquebrune-Cap-Martin, Sainte-Agnès. |              |
| 15 | Nice-1               | Nice                  | fraction Nice                    |                | fraction Nice               | Partie de la commune de Nice située au sud d'une ligne définie par l'axe des voies et limites suivantes : depuis le littoral, ligne droite prolongeant la rue Lenval, promenade des Anglais, avenue de Fabron, avenue Mont-Rabeau, avenue de la Vallière, allée des Lions, boulevard Edouard-Herriot, boulevard Carlone, avenue de la Bornala, vieux-chemin de Saint-Antoine (raccourci n° 1), route de Saint-Antoine, vieux-chemin de Saint-Antoine (raccourci n° 2), route de Saint-Antoine, vieux-chemin de Saint-Antoine (raccourci n° 4), ligne droite perpendiculaire à la route de Saint-Antoine tracée jusqu'au n° 19 de la route de Canta-Galet, route de Canta-Galet, ligne droite perpendiculaire à la route de Canta-Galet tracée jusqu'à l'extrémité de l'avenue Antoine-Galante, avenue Antoine-Galante, chemin des Collettes, chemin de la Gouletta, chemin du Vallon-Monari, ligne droite jusqu'à la route de Bellet, route de Bellet, avenue des Agaves, boulevard de la Madeleine, ligne droite reliant la rue des Etoiles et la corniche de Magnan, chemin Apraxine, avenue d'Estienne-d'Orves, route de Saint-Pierre-de-Féric, avenue du Dauphiné, boulevard du Tzarewitch, avenue Gay, rue Oscar-II, boulevard Gambetta, rue de l'Abbé-Grégoire, square du Colonel-Jean-Pierre, rue de la Reine-Jeanne, avenue Jean-Médecin, place Masséna, avenue des Phocéens et son prolongement en ligne droite jusqu'au littoral. |              |
| 16 | Nice-2               | Nice                  | fraction Nice                    |                | fraction Nice               | Partie de la commune de Nice située : 1° A l'ouest d'une ligne définie par l'axe des voies et limites suivantes : depuis le littoral, ligne droite prolongeant la rue Lenval, promenade des Anglais, avenue de Fabron, avenue Mont-Rabeau, avenue de la Vallière, allée des Lions, boulevard Edouard-Herriot, boulevard Carlone, avenue de la Bornala, vieux-chemin de Saint-Antoine (raccourci n° 1), route de Saint-Antoine, vieux-chemin de Saint-Antoine (raccourci n° 2), route de Saint-Antoine, vieux-chemin de Saint-Antoine (raccourci n° 4), ligne droite perpendiculaire à la route de Saint-Antoine tracée jusqu'au n° 19 de la route de Canta-Galet, route de Canta-Galet, ligne droite perpendiculaire à la route de Canta-Galet tracée jusqu'à l'extrémité de l'avenue Antoine-Galante, avenue Antoine-Galante, chemin des Collettes, chemin de la Gouletta, chemin du Vallon-Monari, ligne droite jusqu'à la route de Bellet, route de Bellet, avenue des Agaves, boulevard de la Madeleine, rue des Etoiles, chemin des Treuyes, route de Bellet, autoroute A 8, boulevard de la Madeleine, chemin du Génie, jusqu'à la limite territoriale de la commune de Colomars. |              |
| 17 | Nice-3               | Nice                  | 16 877                           | 0,42           | 3 + fraction Nice           | 1° Les communes suivantes : Le Broc, Carros, Gattières. 2° La partie de la commune de Nice située à l'ouest d'une ligne définie par l'axe des voies et limites suivantes : depuis le littoral, ligne droite prolongeant l'avenue du Docteur-Émile-Roux, boulevard René-Cassin, avenue du Capitaine-Ferber, promenade Edouard-Corniglion-Molinier, avenue des Grenouillères, boulevard René-Cassin, rue Jules-Belleudy, rue Auguste-Pegurier, avenue Saint-Augustin, boulevard du Mercantour, route de Grenoble, avenue Yvonne-Vittone, avenue Henri-Matisse, rue Alphonse-Ier, avenue Sainte-Marguerite, avenue Louis-Cappatti, avenue de la Corniche-Fleurie, chemin de l'Arieta, chemin du Caporal-de-Spagnol-Soubran, avenue de la Corniche-Fleurie, chemin de la Ginestière, cours d'eau, chemin de la Ginestière, cours d'eau, chemin de Crémat, chemin de Saquier, route de Bellet, jusqu'à la limite territoriale de la commune de Colomars. |              |
| 18 | Nice-4               | Nice                  | fraction Nice                    |                | fraction Nice               | Partie de la commune de Nice située au nord d'une ligne définie par l'axe des voies et limites suivantes : depuis la limite territoriale de la commune de Colomars, chemin du Génie, boulevard de la Madeleine, autoroute A 8, route de Bellet, chemin des Treuyes, rue des Etoiles, ligne droite reliant la rue des Etoiles à la corniche de Magnan, chemin Apraxine, avenue d'Estienne-d'Orves, route de Saint-Pierre-de-Féric, avenue du Dauphiné, boulevard du Tzarewitch, avenue Gay, rue Oscar-II, boulevard Gambetta, ligne de chemin de fer, rue Cros-de-Capeu, rue Georges-Doublet, rue Henry-de-Cessole, rue du Grand-Pin, boulevard de Cessole, avenue Cyrnos, avenue du Caire, chemin de la Maion-Grossa, boulevard de Cessole, avenue de la Vallière, avenue Valentiny, avenue de Saint-Sylvestre, avenue du Ray, avenue Gravier, vieux-chemin de Gairault, autoroute A 8, avenue de Gairault, chemin de la Séréna, autoroute A 8, avenue du parc Maria-Séréna, ligne droite entre l'avenue du parc Maria-Séréna et l'avenue André-Beauduc, avenue André-Beauduc, route d'Aspremont, jusqu'à la limite territoriale de la commune de Falicon. |              |
| 19 | Nice-5               | Nice                  | fraction Nice                    |                | fraction Nice               | Partie de la commune de Nice située à l'intérieur d'un périmètre défini par l'axe des voies et limites suivantes : boulevard Gambetta, ligne de chemin de fer, rue Cros-de-Capeu, rue Georges-Doublet, rue Henry-de-Cessole, rue du Grand-Pin, boulevard de Cessole, avenue Cyrnos, avenue du Caire, chemin de la Maion-Grossa, boulevard de Cessole, avenue de la Vallière, avenue Valentiny, avenue de Saint-Sylvestre, avenue du Ray, avenue Gravier, avenue Vismara, avenue Henri-Dunant, chemin de Riba-de-Mouela, avenue Scudéri, avenue Jean-de-la-Fontaine, petite avenue des Orangers, avenue des Mimosas, ligne droite prolongeant l'avenue de la Marne et passant par l'avenue des Poilus et l'avenue Mireille jusqu'à la rue des Lilas, rue des Lilas, avenue de Brancolar, avenue Daviot, avenue Saint-Lambert, avenue Joseph-Vallot, avenue Valrose, avenue Raymond-Comboul, rue Rouget-de-L'Isle, rue de la Reine-Jeanne, square du Colonel-Jean-Pierre, rue de l'Abbé-Grégoire. |              |
| 20 | Nice-6               | Nice                  | fraction Nice                    |                | fraction Nice               | Partie de la commune de Nice située au nord d'une ligne définie par l'axe des voies et limites suivantes : depuis la limite territoriale de la commune de Falicon, route d'Aspremont, avenue André-Beauduc, ligne droite entre l'avenue du parc Maria-Séréna et l'avenue André-Beauduc, avenue du parc Maria-Séréna, autoroute A 8, chemin de la Séréna, avenue de Gairault, autoroute A 8, vieux-chemin de Gairault, avenue Gravier, avenue Vismara, avenue Henri-Dunant, chemin de Riba-de-Mouela, avenue Scudéri, avenue Jean-de-la-Fontaine, petite avenue des Orangers, avenue des Mimosas, ligne droite prolongeant l'avenue de la Marne et passant par l'avenue des Poilus et l'avenue Mireille jusqu'à la rue des Lilas, rue des Lilas, avenue de Brancolar, avenue Daviot, avenue Saint-Lambert, avenue Joseph-Vallot, avenue Valrose, avenue Raymond-Comboul, rue Rouget-de-L'Isle, avenue Jean-Médecin, place Masséna, boulevard Jean-Jaurès, avenue Saint-Sébastien, boulevard Risso, place de l'Armée-du-Rhin, boulevard Jean-Baptiste-Vérany, ligne de chemin de fer, avenue de l'Arbre-Inférieur, boulevard Pasteur (exclu, jusqu'à la rue Claude-Bernard), rue Claude-Bernard, boulevard Pasteur, corniche Sainte-Rosalie, chemin Saint-Yriel, terrasse de Cimiez, chemin reliant la terrasse de Cimiez à la place du Docteur-Charles-Paschetta, montée Clément, corniche du Frère-Marc, chemin Saint-Yriel, avenue des Roches-Choisies, petite avenue du Prince-de-Galles, avenue des Arènes-de-Cimiez, avenue de Flirey, avenue de Valombrose, voie d'accès contournant les pavillons M, J, I du centre hospitalier universitaire, emprise de la blanchisserie interhospitalière du centre hospitalier universitaire de Nice (exclue), avenue Joseph-Raybaud, emprise du centre hospitalier Sainte-Marie (exclue), jusqu'à la limite territoriale de la commune de Saint-André-de-la-Roche. |              |
| 21 | Nice-7               | Nice                  | 15 336 + fraction Nice           |                | 2 + fraction Nice           | 1° Les communes suivantes : Saint-André-de-la-Roche, La Trinité. 2° La partie de la commune de Nice située au nord d'une ligne définie par l'axe des voies et limites suivantes : depuis la limite territoriale de la commune de Saint-André-de-la-Roche, emprise du centre hospitalier Sainte-Marie (incluse), avenue Joseph-Raybaud, emprise de la blanchisserie interhospitalière du centre hospitalier universitaire de Nice (incluse), voie d'accès contournant les pavillons M, J, I du centre hospitalier universitaire, avenue de Valombrose, avenue de Flirey, avenue des Arènes-de-Cimiez, petite avenue du Prince-de-Galles, avenue des Roches-Choisies, chemin Saint-Yriel, corniche du Frère-Marc, montée Clément, boulevard Pasteur, rue du Docteur-Louis-Prat, avenue du Maréchal-Lyautey, pont René-Coty, cours du Paillon, ligne droite prolongeant la résidence Bon-Voyage, résidence Bon-Voyage (incluse), boulevard de l'Observatoire, ligne droite prolongeant le boulevard de l'Observatoire jusqu'au rond-point de la route de Turin, bretelle d'autoroute, autoroute A 8, jusqu'à la limite territoriale de la commune de La Trinité. |              |
| 22 | Nice-8               | Nice                  | fraction Nice                    |                | fraction Nice               | Partie de la commune de Nice située à l'intérieur d'un périmètre défini par l'axe des voies et limites suivantes : depuis la limite territoriale de la commune de La Trinité, autoroute A 8, bretelle d'autoroute, ligne droite prolongeant le boulevard de l'Observatoire jusqu'au rond-point de la route de Turin, boulevard de l'Observatoire, ligne droite prolongeant la résidence Bon-Voyage, résidence Bon-Voyage (exclue), cours du Paillon, rue du Docteur-Louis-Prat, boulevard Pasteur, montée Clément, chemin reliant la terrasse de Cimiez à la place du Docteur-Charles-Paschetta, terrasse de Cimiez, chemin Saint-Yriel, corniche Sainte-Rosalie, boulevard Pasteur, rue Claude-Bernard, boulevard Pasteur (inclus, jusqu'à l'angle de la rue de la Gendarmerie), avenue de l'Arbre-Inférieur, ligne de chemin de fer, boulevard Jean-Baptiste-Vérany, place de l'Armée-du-Rhin, boulevard Pierre-Sola, rue Auguste-Gal, rue Théodore-Gasiglia, rue Arson, place Auguste-Blanqui, boulevard de Riquier, rue Smollet, rue Soleau, avenue du Mont-Alban, corniche André-Joly, château Riquier, rue de l'Abbé-Salvetti, boulevard du Mont-Boron, boulevard de l'Armée-des-Alpes, boulevard Bischoffsheim, boulevard de l'Observatoire, ligne droite prolongeant le boulevard de l'Observatoire jusqu'au rond-point de la route de Turin, bretelle d'autoroute, autoroute A 8, jusqu'à la limite territoriale de la commune de La Trinité. |              |
| 23 | Nice-9               | Nice                  | fraction Nice                    |                | fraction Nice               | Partie de la commune de Nice non incluse dans les cantons de Nice-1, Nice-2, Nice-3, Nice-4, Nice-5, Nice-6, Nice-7 et Nice-8. |              |
| 24 | Tourrette-Levens     | Tourrette-Levens      | 34 099                           | 0,85           | 28                          | Aspremont, Belvédère, La Bollène-Vésubie, Castagniers, Clans, Colomars, Duranus, Falicon, Ilonse, Isola, Lantosque, Levens, Marie, Rimplas, Roquebillière, Roubion, Roure, La Roquette-sur-Var, Saint-Blaise, Saint-Dalmas-le-Selvage, Saint-Étienne-de-Tinée, Saint-Martin-du-Var, Saint-Martin-Vésubie, Saint-Sauveur-sur-Tinée, Tourrette-Levens, Utelle, Valdeblore, Venanson. |              |
| 25 | Valbonne             | Valbonne              | 29 994 + fraction Antibes        |                | 11 + fraction Antibes       | 1° Les communes suivantes : Le Bar-sur-Loup, Caussols, Châteauneuf-Grasse, Cipières, Courmes, Gourdon, Gréolières, Opio, Le Rouret, Tourrettes-sur-Loup, Valbonne. 2° La partie de la commune d'Antibes non incluse dans les cantons d'Antibes-1, Antibes-2 et Antibes-3. |              |
| 26 | Vence                | Vence                 | 37 299                           |                | 47                          | Aiglun, Ascros, Auvare, Bairols, Beuil, Bézaudun-les-Alpes, Bonson, Bouyon, Châteauneuf-d'Entraunes, Conségudes, Coursegoules, La Croix-sur-Roudoule, Cuébris, Daluis, Entraunes, Les Ferres, Gilette, Guillaumes, Lieuche, Malaussène, Massoins, La Penne, Péone, Pierlas, Pierrefeu, Puget-Rostang, Puget-Théniers, Revest-les-Roches, Rigaud, La Roque-en-Provence, Roquestéron, Saint-Antonin, Saint-Jeannet, Saint-Léger, Saint-Martin-d'Entraunes, Sallagriffon, Sauze, Sigale, Thiéry, Toudon, Touët-sur-Var, La Tour, Tourette-du-Château, Tournefort, Vence, Villars-sur-Var, Villeneuve-d'Entraunes. |              |
| 27 | Villeneuve-Loubet    | Villeneuve-Loubet     | 32 537                           | 0,81           | 4                           | La Colle-sur-Loup, Roquefort-les-Pins, Saint-Paul-de-Vence, Villeneuve-Loubet. |              |
|    |                      |                       | 1 078 729                        |                | 163                         | |              |

### Répartition par arrondissement
Contrairement à l'ancien découpage où chaque canton était inclus à l'intérieur d'un seul arrondissement, le nouveau découpage territorial s'affranchit des limites des arrondissements. Certains cantons peuvent être composés de communes appartenant à des arrondissements différents. Dans le département des Alpes-Maritimes, c'est le cas de deux cantons (Nice-3, Vence).
Le tableau suivant présente la répartition par arrondissement :
| N° | Canton               | Grasse                      | Nice              | Total                       |
| -- | -------------------- | --------------------------- | ----------------- | --------------------------- |
| 1  | Antibes-1            | 1 + fraction Antibes        |                   | 1 + fraction Antibes        |
| 2  | Antibes-2            | fraction Antibes            |                   | fraction Antibes            |
| 3  | Antibes-3            | 1 + fraction Antibes        |                   | 1 + fraction Antibes        |
| 4  | Beausoleil           |                             | 7                 | 7                           |
| 5  | Cagnes-sur-Mer-1     | Fraction Cagnes-sur-Mer     |                   | Fraction Cagnes-sur-Mer     |
| 6  | Cagnes-sur-Mer-2     | 2 + Fraction Cagnes-sur-Mer |                   | 2 + Fraction Cagnes-sur-Mer |
| 7  | Cannes-1             | Fraction Cannes + Le Cannet |                   | Fraction Cannes + Le Cannet |
| 8  | Cannes-2             | Fraction Cannes             |                   | Fraction Cannes             |
| 9  | Le Cannet            | 1 + Fraction Le Cannet      |                   | 1 + Fraction Le Cannet      |
| 10 | Contes               |                             | 20                | 20                          |
| 11 | Grasse-1             | 18 + Fraction Grasse        |                   | 18 + Fraction Grasse        |
| 12 | Grasse-2             | 1 + Fraction Grasse         |                   | 1 + Fraction Grasse         |
| 13 | Mandelieu-la-Napoule | 5                           |                   | 5                           |
| 14 | Menton               |                             | 6                 | 6                           |
| 15 | Nice-1               |                             | Fraction Nice     | Fraction Nice               |
| 16 | Nice-2               |                             | Fraction Nice     | Fraction Nice               |
| 17 | Nice-3               | 3                           | fraction Nice     | 3 + fraction Nice           |
| 18 | Nice-4               |                             | Fraction Nice     | Fraction Nice               |
| 19 | Nice-5               |                             | Fraction Nice     | Fraction Nice               |
| 20 | Nice-6               |                             | Fraction Nice     | Fraction Nice               |
| 21 | Nice-7               |                             | 2 + fraction Nice | 2 + fraction Nice           |
| 22 | Nice-8               |                             | Fraction Nice     | Fraction Nice               |
| 23 | Nice-9               |                             | Fraction Nice     | Fraction Nice               |
| 24 | Tourrette-Levens     |                             | 28                | 28                          |
| 25 | Valbonne             | 11 + fraction Antibes       |                   | 11 + fraction Antibes       |
| 26 | Vence                | 10                          | 37                | 47                          |
| 27 | Villeneuve-Loubet    | 4                           |                   | 4                           |
|    |                      | 62                          | 101               | 163                         |